# 切爾西克
51°19′0″N 25°13′53″E / 51.31667°N 25.23139°E
切爾斯克（烏克蘭語：Черськ），是烏克蘭西北部的村落，隸屬沃倫州的卡明-卡希爾斯基區。該村始建於1577年，面積102平方公里，海拔高度161米，2001年人口543，人口密度每平方公里5.32人。